# Łęczyca (gemeente)
De gemeente Łęczyca is een landgemeente in het Poolse woiwodschap Łódź, in powiat Łęczycki.
De zetel van de gemeente is in Łęczyca.
Op 30 juni 2004 telde de gemeente 8621 inwoners.

## Oppervlakte gegevens
In 2002 bedroeg de totale oppervlakte van gemeente Łęczyca 150,8 km², waarvan:
- agrarisch gebied: 85%
- bossen: 6%

De gemeente beslaat 19,48% van de totale oppervlakte van de powiat.

## Demografie
Stand op 30 juni 2004:
| Omschrijving                   | Totaal | Totaal | Vrouwen | Vrouwen | Mannen | Mannen |
| ------------------------------ | ------ | ------ | ------- | ------- | ------ | ------ |
| eenheid                        | aantal | %      | aantal  | %       | aantal | %      |
| inwoners                       | 8621   | 100    | 4352    | 50,5    | 4269   | 49,5   |
| bevolkingsdichtheid (inw./km²) | 57,2   | 57,2   | 28,9    | 28,9    | 28,3   | 28,3   |

In 2002 bedroeg het gemiddelde inkomen per inwoner 1143,49 zł.

## Administratieve plaatsen (sołectwo)
Błonie, Borek, Borki, Borów, Bronno, Chrząstówek, Dąbie, Dobrogosty, Dzierzbiętów Duży, Dzierzbiętów Mały, Garbalin, Gawrony, Janków, Łęka-Kolonia, Kozuby, Krzepocin Drugi, Krzepocin Pierwszy, Leszcze, Leźnica Mała, Lubień, Łęka, Mikołajew, Piekacie, Prądzew, Pruszki, Siedlec, Siedlec-Kolonia, Siemszyce, Topola Katowa, Topola Królewska, Topola Szlachecka, Wąkczew, Wichrów, Wilczkowice (miejscowości: Wilczkowice Dolne, Wilczkowice Górne, Wilczkowice nad Szosą en Wilczkowice Średnie), Zawada, Zawada Górna, Zduny.

## Overige plaatsen
Gawronki, Karkosy, Liszki, Mniszki, Pilichy, Prusinowice, Szarowizna.

## Aangrenzende gemeenten
Daszyna, Góra Świętej Małgorzaty, Grabów, Łęczyca, Ozorków, Parzęczew, Świnice Warckie, Wartkowice, Witonia